# Вперёд (партия, Гренландия)
«Вперёд» («Сиумут», гренл. Siumut) — социал-демократическая политическая партия в Гренландии. Выступает за расширение автономии Гренландии вплоть до предоставления ей полной независимости от Дании.
Партия сформировалась в 1971 году из политиков, поддерживающих получение Гренландией автономии, в числе которых были Йонатан Мотсфельдт и Ларс-Эмиль Йохансен, и была официально учреждена 29 июля 1977 года. Официальной целью партии было объявлено получение Гренландией самоуправления и права на участие в распределении природных ресурсов.
После образования гренландского парламента в 1979 году «Сиумут» стала крупнейшей партией, получив 13 из 21 мест в ландстинге (парламенте Гренландии) и сформировав однопартийное правительство, а начиная с 1982 года руководила островом под началом Мотсфельдта и Йохансена в коалиции попеременно с лево-националистическим «Народным сообществом» и консервативным «Чувством сообщества». За время своего правления «Сиумут» добилась выхода Гренландии из Европейского экономического сообщества (ЕЭС) и объявила Гренландию (в 1984) безъядерной зоной.
В 2002 году партию возглавил Ханс Эноксен. В это время она пережила частый распад коалиционных правительств и конфликт с «Народным сообществом» по вопросу рыболовных квот, в результате чего последняя партия покинула трёхпартийную коалицию, сформированную в 2005 году.
На парламентских выборах 2009 года «Сиумут» получила только 26,5 % голосов и 9 мест из 31 в ландстинге. Из-за плохих результатов председатель партии Ханс Эноксен ушёл с поста, его сменила Алека Хаммонд. Правительство сформировало «Народное сообщество» в коалиции с Демократической партией без участия «Сиумут», и, таким образом, партия впервые в истории перешла в оппозицию.
Алека Хаммонд обещала скорое наступление экономической независимости Гренландии за счёт доходов от добычи полезных ископаемых. «Сиумут» победила на выборах 2013 года. Алека Хаммонд стала премьер-министром.
В сентябре 2014 года Алека Хаммонд подала в отставку из-за коррупционного скандала. Её обвинили в нецелевой растрате бюджетных средств. Новым председателем партии стал министр жилищного хозяйства, природных ресурсов и окружающей среды Ким Кильсен. Личный авторитет Кима Кильсена помог партии выйти из кризиса и одержать победу на досрочных выборах 28 ноября. Ким Кильсен стал премьер-министром.